# Bug bounty
Um programa de recompensa por bugs (bug bounty) é um programa oferecido por algumas organizações nos quais  indivíduos podem receber recompensas por relatar bugs, especialmente aqueles relacionados a explorações de segurança e vulnerabilidades.
Esses programas permitem que desenvolvedores descubram e resolvam bugs antes que atinjam o público em geral, evitando incidentes maiores. Os programas de recompensas por bugs foram implementados por um grande número de organizações, incluindo Mozilla, Facebook, Yahoo!, Google, Reddit, Square e Microsoft.

## História
A Hunter & Ready iniciou o primeiro programa conhecido de recompensa por bugs em 1983 para o seu sistema operacional Versatile Real-Time Executive. Qualquer pessoa que encontrasse e relatasse um bug receberia um Volkswagen Fusca (do inglês, Beetle, besouro, um trocadilho com bug, inseto).

## Programas notáveis
Em outubro de 2013, o Google anunciou uma grande mudança em seu Programa de Recompensas por Vulnerabilidade. Anteriormente, havia sido um programa de recompensas por bugs que abrangem muitos produtos do Google. Com a mudança, no entanto, o programa foi ampliado para incluir uma seleção de aplicativos e bibliotecas de software livre de alto risco, principalmente aqueles projetados para rede ou para funcionalidades de baixo nível dos sistemas operacionais. Os envios que o Google considerasse pertinentes seriam elegíveis para recompensas que variavam de US$ 500 a US$ 3133,70. Em 2017, o Google expandiu seu programa para cobrir vulnerabilidades encontradas em aplicativos desenvolvidos por terceiros e disponibilizados na Google Play Store. O Programa de recompensas para vulnerabilidades do Google agora inclui vulnerabilidades encontradas nos produtos Google, Google Cloud, Android e Chrome e recompensa até US$ 31.337.
A Microsoft e o Facebook se uniram em novembro de 2013 para patrocinar o Internet Bug Bounty, um programa que oferece recompensas por relatar hacks em uma ampla gama de softwares relacionados à Internet. Em 2017, o GitHub e a Fundação Ford patrocinaram a iniciativa. O software coberto pelo IBB inclui Adobe Flash, Python, Ruby, PHP, Django, Ruby on Rails, Perl, OpenSSL, Nginx, Apache HTTP Server e Phabricator. Além disso, o programa oferecia recompensas por vulnerabilidades mais amplas que afetassem sistemas operacionais e navegadores da web amplamente utilizados, bem como a Internet como um todo.
Em março de 2016, Peter Cook anunciou o primeiro programa de recompensas por bugs do governo federal dos EUA, o programa "Hack the Pentagon". O programa ocorreu de 18 de abril a 12 de maio e mais de 1.400 pessoas enviaram 138 relatórios válidos exclusivos através do HackerOne. No total, o Departamento de Defesa dos EUA pagou US$ 71.200 em recompensas.